# ميثيل الكلوروفورم
ميثيل الكلوروفورم (بالإنجليزية: Methyl chloroformate)‏ هوَ ميثيل إستر حمض الكلوروفورميك وهوَ سائِل زيتي يَتنوع لونه من اللون الأصفر إلى عدم وجود لَون (عديم اللون)، كما أنهُ ذو رائِحة نفاذة.

## الاستخدام
يُستخدم ميثيل الكلوروفورم في الاصطناعات العُضوية، حيثُ يُساعد على إدخال مجموعة الميثوكسيكاربونيل إلى محب للنواة مُناسب (أي عملية إضافة الميثوكسيكاربونيل).

## الأمان
عندَ تسخين ميثيل الكلوروفورم فإنهُ ُطلق أبخرة سامة، كما يُطلق غاز الفوسجين، وفي حال اتصاله مع الماء فإنهُ يُطلق أبخرة مُآكلة.